# Christian Nicolescu
Cristian Etpison Nicolescu (ur. 19 czerwca 1994) – palauski zapaśnik walczący w obu stylach. Zajął 23. miejsce na mistrzostwach świata w 2015. Pięciokrotny mistrz igrzysk mikronezyjskich w latach 2014-2024. Dwunastokrotny medalista mistrzostw Oceanii w latach 2015 – 2024. Trzeci na plażowych mistrzostwach Oceanii w 2016 roku.